# 迎春門 (臺南市)
迎春門，又稱臺灣府城大東門，是清朝臺灣府城的設置14座城門之一，位於今臺灣臺南市東區，當前屬為中華民國國定古蹟，同時也是臺灣現存最具規模的城樓。

## 沿革

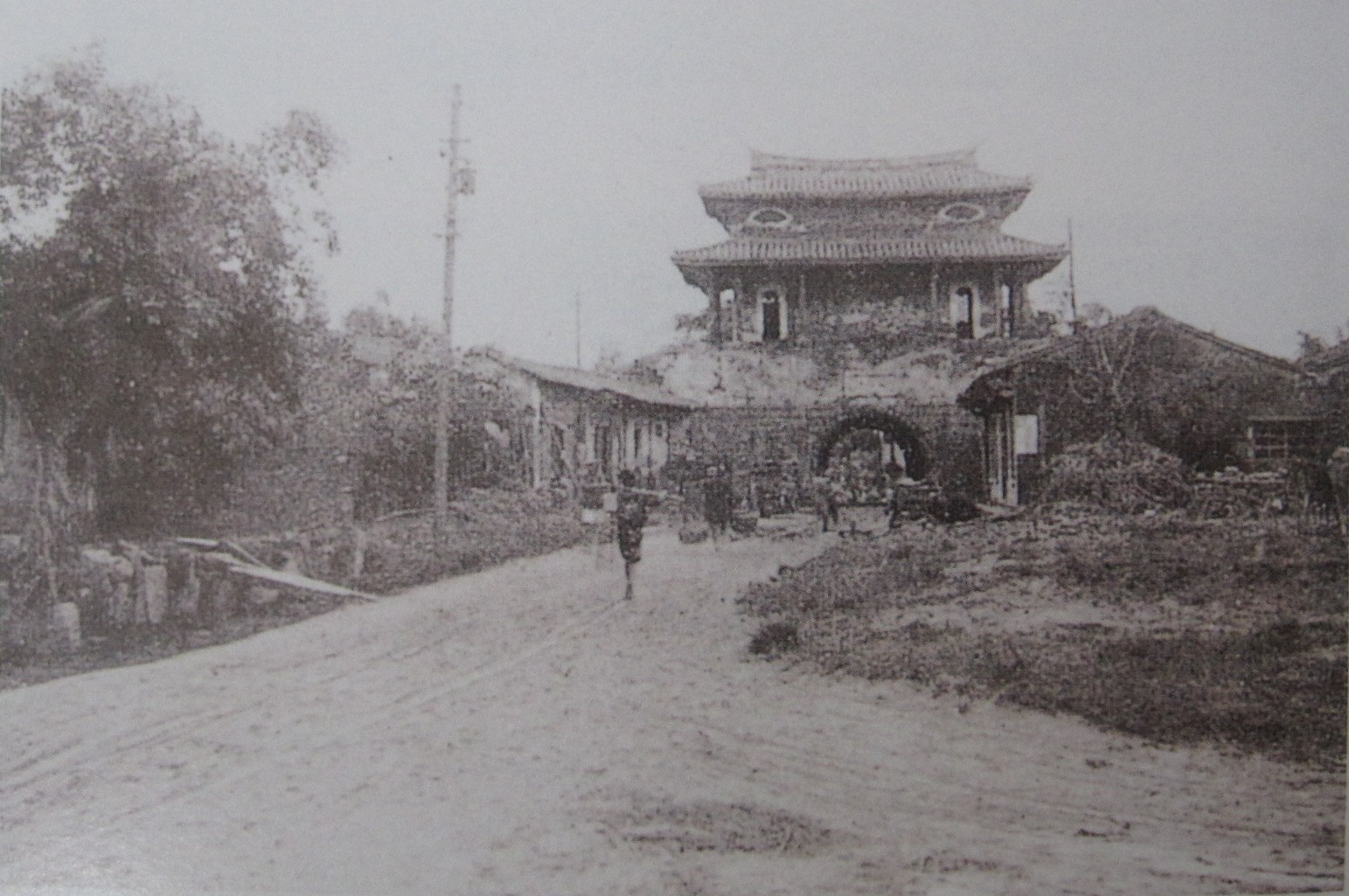
1920年的大東門

### 清領時期
清雍正三年（1725年），臺灣府建城並開始修築木柵，第一座動工興建的城門便是大東門，最初興建時為木造且有樓臺的柵門。位於城廓的東南方，內接東門大街。由於城門位於東安坊，因此或稱東安門。乾隆元年（1736年），大東門改木道門為磚石城門。乾隆五十一年（1786年），臺灣爆發林爽文事件，事平之後，乾隆五十三年（1788年），城桓改為三合土，大東門改建為兩層的城樓，歇山重簷式屋頂，四周廊道，將臺灣府城各門的城臺加高，臺上建造城樓，以加強府城的防禦能力，作為臺灣府城的大東門，迎春門是臺灣郡城東向的交通孔道，城樓高大。在城外則設有東外護城垣，是由永康門、東郭門、仁和門、艮方砲臺及巽方砲臺等防禦系統組成，而周圍民宅則遍佈，居民依城門石壁築屋而居。

### 近代

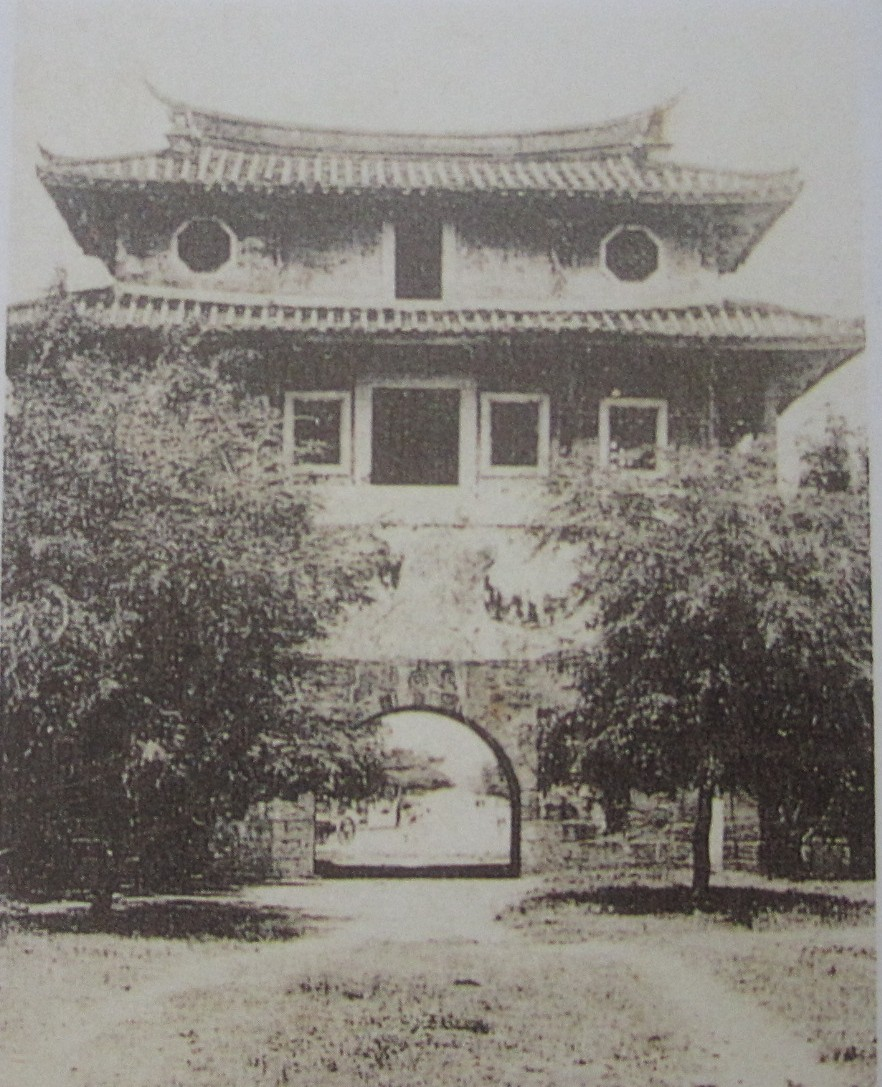
1936年的大東門

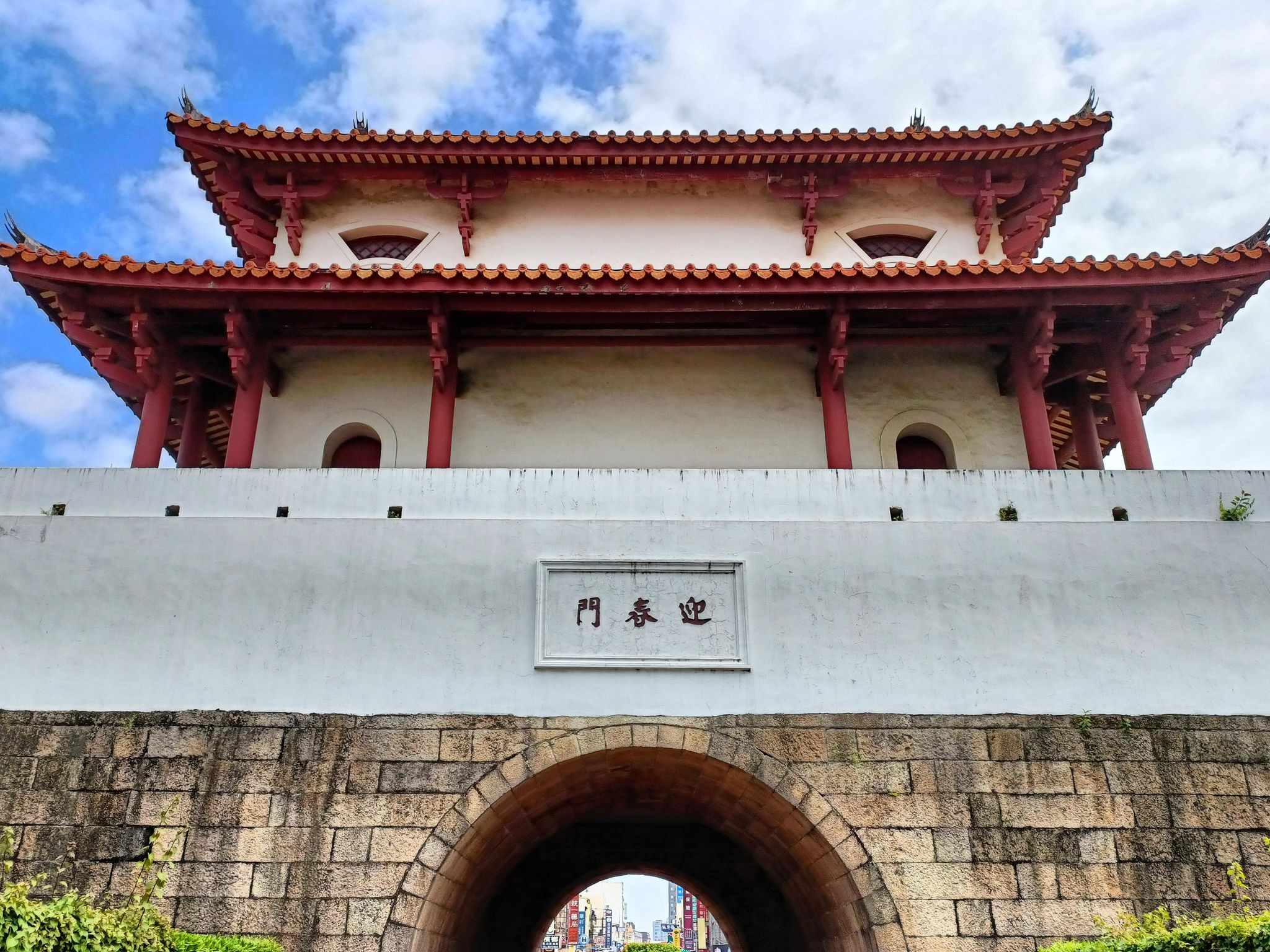
大東門門額

1895年，日軍由三面圍攻臺南府城，至10月22日，日軍由小南門入城，從此以後，城垣開始遭遇被拆除的命運，城門也因年久失修，逐漸傾朽。明治34年（1901年），政府發佈市區改正計畫，大東門被規畫為圓環綠園獲得保存，昭和10年（1935年）12月5日，臺灣總督府將其以「臺南城」的名義公告為臺灣史蹟名勝天然紀念物史蹟。:79。
二次戰後，大東門周圍遭民居占用，城樓於1952年時遭到部分改建。1955年8月22日至24日的艾瑞絲颱風帶來連日豪雨，9月1日5時10分城垣崩塌，壓毀於城門北壁一旁的民居，釀成慘案，造成十人當場活埋，一人殘廢，大東門僅存下方的石砌城臺。:3。災情發生後，博愛路派出所在5時44分才接獲通報，隨即通知救災單位出動。因僅靠人力不足救災，警察局第二分局長嚴季絮指示向民航空運公司、台糖農業工程處借調起重機、工程車來支援救災。
1975年，台南市政府修建城樓，古貌未減，窗的造型多變化，有書卷、扇形、方型、八角形。紅柱白牆。橙瓦燕尾，典雅穩重，配合臺南市觀光年的「臺南市整修名勝古蹟三年計畫」，政府乃於1977年將大東門依原來的外貌形式重建。1985年11月27日，大東門被政府公告為三級古蹟。現在的大東門則位於東門路一段與勝利路口，以圓環形式坐落於道路中央，是臺南市的地標之一。
2020年12月底，大東門與兌悅門、大南門、小東門段城垣殘跡、南門段城垣殘跡、東門段城垣殘跡與巽方砲台以「台灣府城城門及城垣殘跡」通過文資審議升格為國定古蹟，後續將辦理公告。

## 建築
大東門在石砌城臺上建有城樓，城樓高兩層，二丈八尺，為重簷歇山式結構，覆有橘色筒瓦。城樓四面壁身為白色，二樓開有八角窗和扇型窗。
大東門的城臺為長條型花崗岩堆砌而成，城基宏偉雄厚，門洞居中，西側拱門上銘刻著「迎春門」，東側石質橫額一塊題「東安門」。

## 交通
東門路為臺南市區主要的聯絡道路，由東門路、勝利路與府連路構成東門城圓環。
| 路線示意圖 | 方位         | 路名                       | 通往                   |
| ---------- | ------------ | -------------------------- | ---------------------- |
|            | 北           | 253勝利路                  | 成功大學、小東路、北區 |
| 東         | 24東門路一段 | 虎尾寮、仁德交流道、仁德區 |                        |
| 南         | 府連路       | 臺南大學、大同路、中西區   |                        |
| 西         | 24東門路一段 | 中西區、安平區             |                        |

## 其他
連橫曾於城樓上賦詩抒懷，題為〈迎春門遠眺〉：

迎春樓上對春風，北衛南屏一望中。拂水兩行垂柳綠，燒空萬朵刺桐紅。
彌陀寺古歸遼鶴，羅漢門高斷塞鴻。省識興亡彈指事，遺民猶說草雞雄。

## 外部連結
- 台灣府城大東門-數位典藏與學習聯合目錄 （页面存档备份，存于）
- 台灣府城大東門-文化部iCulture-文化空間 （页面存档备份，存于）
- 王城氣度 台灣府城大東門 （页面存档备份，存于）
- 清末臺灣府城四坊示意圖 （页面存档备份，存于）